# Цыплетев, Елизар Иванович
Елизар Иванович Цыплетев — дьяк, думный разрядный дьяк во времена правления Василия III Ивановича, правительницы Елены Глинской и Ивана IV Васильевича Грозного.

## Биография

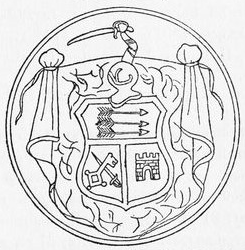
Герб рода Цыплятевых

Происходил из древнего дворянского рода Цыплятевых. Сын Ивана Дмитриевича Цыплетева, упомянутого дьяком князя Михаила Андреевича Верейского.
Впервые без указания чина записан в 1486—1489 годах в грамотах послухом. Упомянут в 1506 году в качестве пристава при послах и начиная с этого времени его имя беспрестанно фигурирует в исторических документах, в продолжение сорока лет, при описании событий того времени. Сперва упоминается в качестве пристава, а потом только — дьяка. В 1510 году вместе с дьяком Третьяком Долматовым приводил псковичей к крестному целованию. Как дьяк участвовал в Смоленском походе 1513—1514 годов. В 1514 году присутствовал при приёме Камала — посла турецкого султана Селима I и после этого в течение многих лет упоминается при приёме послов различных стран. В апреле 1517 года встречал во время аудиенции имперских послов Сигизмунда Герберштейна и Якова Фантурна. В 1526 году отправлен, вместе с Иваном Васильевичем Ляцким с посольством в Литву и к польскому королю Сигизмунду Казимировичу. В этом же году на свадьбе великого князя Василия Ивановича и княжны Елены Васильевны Глинской «у саней собирал детей боярских». В октябре 1527 году упомянут дьяком великого князя. В 1528 году вместе с князем Пронским Юрием Дмитриевичем ездил арестовывать князей Андрея и Ивана Шуйских, отъехавших к князю Юрию Ивановичу. В 1533 году в числе немногих опытных и приближённых к великому князю лиц — приглашён в Боярскую думу, собранную умирающим великим князем Василием III, для предсмертных распоряжений. В Дворовой тетради упомянут в 1537 году в чине Большого дьяка. В малолетство царя Ивана Грозного, он ещё встречается при приёмах послов, с чином дьяка великого князя, но вскоре его деятельность прекращается (после 1542 года). В это время он уступает дорогу сыну Ивану Елизаровичу, который с этого времени начинает возвышаться. В последний раз упомянут в июне 1545 года, когда присутствовал при переговорах митрополита Макария по делу о наследстве.
Елизар Иванович упоминается в переписке Ивана Грозного с князем Андреем Михайловичем Курбским. Иван Грозный упрекал Курбского в том, что его дед по материнской линии Михаил Васильевич Тучков-Морозов: «..на представлении матери нашей, великой царицы Елены, дьяку нашему Елизару Цыплетеву многая надменные словеса изрече».
В феврале и марте 1541 года давал вклады по 50 рублей в Троице-Сергиев монастырь.
Перед смертью принял постриг с именем Евфимий. В 1546/47 году его душеприказчики передали по его завещанию Кирилло-Белозёрскому монастырю вотчину в Белозёрском уезде.